# Cala Vallcarca
La cala Vallcarca és una platja urbana del municipi de Sitges (Garraf) situada al poble ara abandonat de Vallcarca, al Parc Natural del Garraf. Limita a llevant amb el port de Vallcarca i a ponent amb el roquissar del massís de Garraf. Està dividida en dues zones per un antic embarcador. Té una longitud de 175 metres i una amplada mitjana de 16 metres, formada per sorra fina i còdols amb entrada gradual al mar. És una platja apta per a gossos tot l'any. A l'estiu hi ha una guingueta. S'hi accedeix des de la carretera C-31, anomenada carretera de les Costes.